# HMS Artemis
Le HMS Artemis (pennant number : P449) était un sous-marin britannique de classe Amphion de la Royal Navy . Il fut construit par Scotts Shipbuilding and Engineering Company à Greenock et lancé le 28 août 1946. Le sous-marin a coulé en 1971 alors qu’il se ravitaillait en carburant. Il a été renfloué et vendu pour démantèlement en 1972.

## Conception
Comme tous les sous-marins de classe Amphion, le HMS Artemis avait un déplacement de 1 360 tonnes à la surface et de 1 590 tonnes lorsqu’il était immergé. Il avait une longueur totale de 89,46 m, un maître-bau de 6,81 m et un tirant d'eau de 5,51 m. Le sous-marin était propulsé par deux moteurs diesel à huit cylindres Admiralty ML développant chacun une puissance de 2 150 ch (1 600 kW). Il possédait également quatre moteurs électriques, produisant chacun 625 ch (466 kW) qui entraînaient deux arbres d'hélice. Il pouvait transporter un maximum de 219 tonnes de gazole, mais il transportait habituellement entre 159 et 165 tonnes.
Le sous-marin avait une vitesse maximale de 18,5 nœuds (34,3 km/h) en surface et de 8 nœuds (15 km/h) en immersion. Lorsqu’il était immergé, il pouvait faire route à 3 nœuds (5,6 km/h) sur 90 milles marins (170 km) ou à 8 nœuds (15 km/h) sur 16 milles marins (30 km). Lorsqu’il était en surface, il pouvait parcourir 15200 milles marins (28 200 km) à 10 nœuds (19 km/h) ou 10500 milles marins (19 400 km) à 11 nœuds (20 km/h). Le HMS Artemis était équipé de dix tubes lance-torpilles de 21 pouces (533 mm), d’un canon naval QF de 4 pouces Mk XXIII, d’un canon de 20 mm Oerlikon et d’une mitrailleuse Vickers de .303 British. Ses tubes lance-torpilles étaient montés à la proue et la poupe, et il pouvait transporter vingt torpilles. Son effectif était de soixante et un membres d’équipage.

## Engagements
En septembre 1952, le HMS Artemis est déployé au Canada une deuxième fois pour un entraînement à la lutte anti-sous-marine avec la Marine royale canadienne. Le Artemis a remplacé le HMS Alderney endommagé, qui avait développé des problèmes lors de l’entraînement avec des navires de la Marine royale canadienne au large des Bermudes. En 1953, il a participé à la Revue de la flotte pour célébrer le couronnement de la reine Élisabeth II.
Le 1er juillet 1971, le HMS Artemis a coulé dans 9 mètres (30 pieds) d’eau pendant son ravitaillement en carburant, alors qu’il était amarré à l’établissement côtier HMS Dolphin à Gosport. Le sous-marin s’est enfoncé par la poupe (il était préparé pour l’avitaillement à l’aide des extérieurs arrière) qui s’est remplie d’eau et le sous-marin a coulé. Tous les membres d’équipage présents à bord sont parvenus à s’échapper, avec une action décisive de quatre hommes qui ont reçu une récompense pour leur bravoure. Le Artemis a été renfloué le 6 juillet et mis hors service, puis vendu pour la ferraille le 12 décembre 1971.